# Refugi Mataró
El Refugi Mataró, també anomenat refugi de Gerber o refugi metàl·lic de Gerber, és un refugi de muntanya propietat de la Unió Excursionista de Catalunya que està situat a 2.460 metres d'altitud, situat dalt d'un promontori a tocar de l'Estany de l'Illa, a l'alta vall de Gerber, dins la zona perifèrica del Parc Nacional d'Aigüestortes i Estany de Sant Maurici. Pertanyent al terme municipal d'Alt Àneu, a la comarca del Pallars Sobirà de la província de Lleida.
És un refugi metàl·lic d'emergència o refugi lliure (sense guarda) de color carbassa, tipus "bivac", amb capacitat per a dormir setze persones. D'estructura metàl·lica de ferro galvanitzat amb aïllaments tèrmics i acabat interior de fusta, fou construït per la UEC de Mataró per commemorar el cinquantè aniversari de l'entitat i s'inaugurà el 15 de setembre de 1985.
El refugi fou fabricat a un taller de Mataró i a principis de l'agost de 1985 va ser desmuntat per poder-lo traslladar en camió fins al Santuari de la Mare de Déu de les Ares i d'allí amb helicòpter va ser traslladat fins al seu emplaçament definitiu. Un cop allà va ser muntat i acabat per membres de la UEC.
L'interior del refugi no disposa de lavabo ni dutxa, però està equipat amb lliteres dobles amb matalassos, sense mantes, taules, cadires i un cancell on s'hi pot cuinar i també disposa d'una emissora de ràdio connectada amb els bombers i farmaciola.
Serveix de base d'ascensions al pic de Saboredo de 2.827 metres, al pic de Bassiero de 2.898 metres i al pic d'Amitges de 2.847 metres, entre d'altres.

## Accés
L'accés al refugi només es pot fer a peu i dependrà del punt d'inici:
- Des del santuari de la Mare de Déu de les Ares en unes dues hores i mitja.[4]
- Des de la zona de la Peülla, de l'estació d'esquí de Baqueira-Beret.
- Des del Refugi de Saboredo en unes dues hores.[4]
- Des del Refugi d'Amitges en una hora i mitja.[4]